# Pantà de Camarasa
El pantà de Camarasa és un embassament que pertany al riu Noguera Pallaresa, creat per una presa situada al municipi de Camarasa, que s'estén pels termes de Camarasa, les Avellanes i Santa Linya i Àger, a la comarca de la Noguera. La presa fou construïda als anys 1920 per l'empresa Barcelona Traction, Light and Power com a part de la central de Camarasa, i configura aquest embassament que s'estén al llarg de 20 km, des del Montsec fins a l'aiguabarreig del riu Noguera Pallaresa amb el Segre. Ocupa una superfície de 624 hectàrees i s'estén al llarg de 20 km, des de la Serra del Montsec fins ben a prop de l'aiguabarreig de la Noguera Pallaresa amb el Segre. El GR-1 circula a la vora del pantà en aquest sector.
El pantà de Camarasa té interès pel que fa a la diversitat i representativitat d'hàbitats fluvials. Paral·lelament, el conjunt de cingleres que envolten el pantà ofereixen una gran bellesa paisatgística i aporten més diversitat d'ocells a tota la contrada. En algunes de les cingleres i barrancades nidifiquen espècies com el voltor (Gyps fulvus), l'aufrany (Neophron pernocpterus) o el trencalòs (Gypaetus barbatus).

## Dades
- Aigua embassada (2008): 90 hm³[2]
- Aigua embassada (2009): 79 hm³[2]
- Aigua embassada (2013): 141 hm³[3]
- Aigua embassada (2016): 76 hm³[3]
- Aigua embassada (2017): 103 hm³[3]
- Aigua embassada (2018): 91 hm³[3]
- Aigua embassada (2019): 94 hm³[3]
- Aigua embassada (2021): 110 hm³[3]
- Aigua embassada (2022): 89 hm³[3]
- Aigua embassada (2023): 70 hm³[3]

## Zona humida sector Palanca

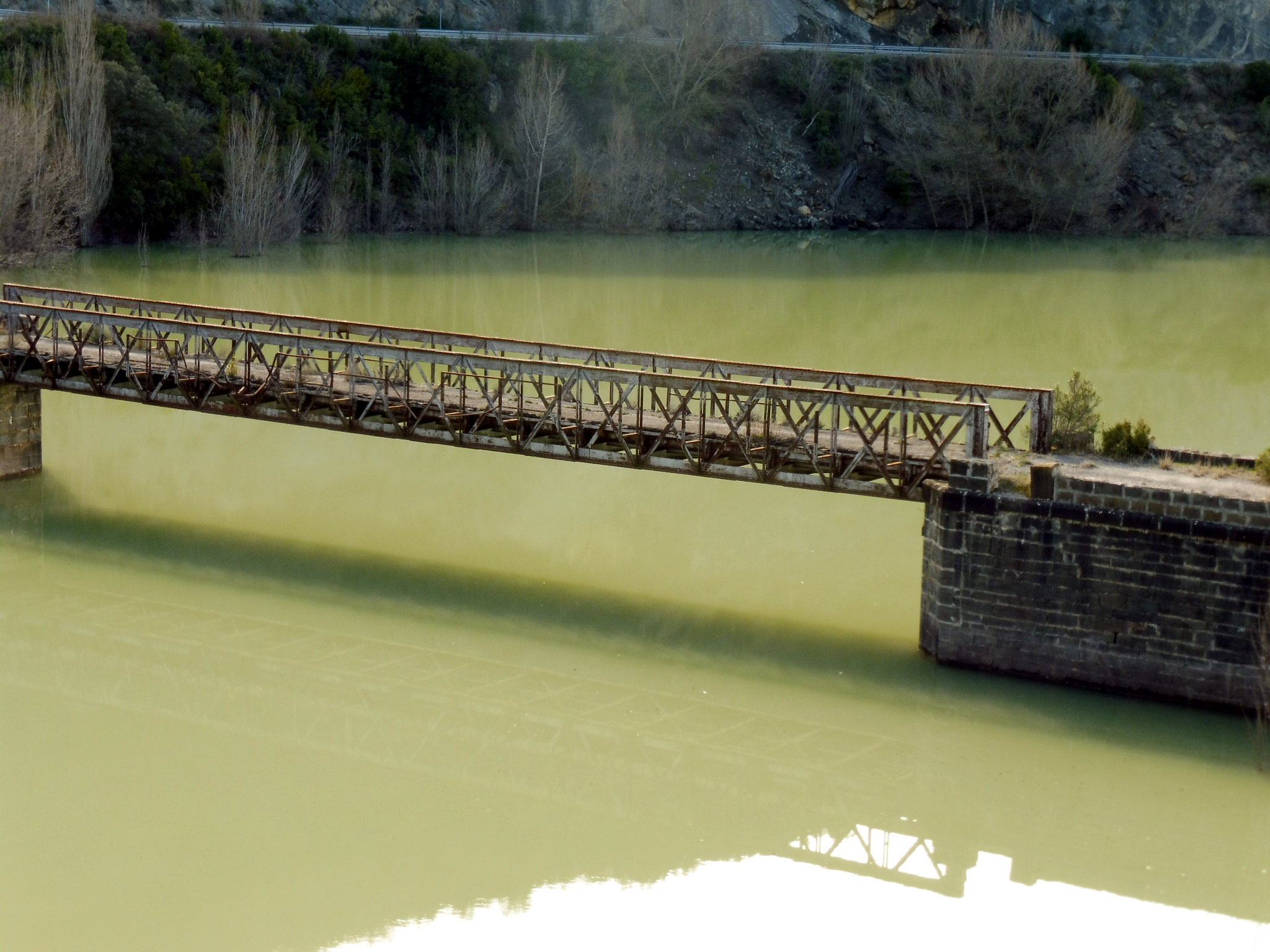
La palanca que dona nom al sector

El sector inclòs dins la zona humida Pantà de Camarasa, sector Palanca té una superfície de 37,40 hectàrees i està situat a la cua de l'embassament. Aquesta zona humida està inclosa dins l'espai del PEIN Serra del Montsec i dins l'espai de la Xarxa Natura 2000. ES5130015 Serres del Montsec, Sant Mamet i Mitjana.
Actualment comprèn tant els marges del pantà com la mateixa llera (s'ha produït un augment significatiu de l'àrea des de la primera delimitació de la zona a l'inventari). En el sector conegut com "la Palanca", l'orografia és mínimament favorable a l'assentament de la vegetació higròfila. Així, tant aigües amunt com avall, als marges de l'embassament hi prospera de forma incipient un bosc de ribera constituït bàsicament per pollancredes i salzedes (hàbitat d'interès comunitari 92A0 Alberedes, salzedes i altres boscos de ribera). És d'interès també el codolar que apareix en aquesta zona en èpoques d'aigües baixes, així com les vores llotoses d'alguns sectors.
Quant a la fauna vertebrada, el pantà és d'interès per als ocells hivernants. D'altra banda, en aquesta zona s'hi localitzen espècies com l'agró roig (Ardea purpurea), el bernat pescaire (Ardea cinerea) o el cabussó emplomallat (Podiceps cristatus). També cal remarcar la presència de la llúdriga (Lutra lutra).
Aquesta zona humida se situa entre la carretera C-13 (a l'est) i la línia de ferrocarril (a l'oest). En aquest sector la Noguera és travessada pel pont nou de la carretera C-12 i el pont vell, situat una mica més al sud. Pel que fa als impactes, els més destacables actualment provenen de les importants fluctuacions en el nivell de les aigües, pels usos hidroelèctrics i la regulació efectuada en els embassaments situats aigües amunt (Terradets, Sant Antoni). A la zona hi ha alguns sectors on s'ha realitzat activitats extractives, sense restaurar, així com alguns moviments de terres associats a les carreteres C-13 i C-12.